# Кууджуарапік
Кууджуарапік (колишня назва Пост-де-ла-Бален, англ. Kuujjuarapik, інук. ᑰᑦᔪᐊᕌᐱᒃ, фр. Kuujjuarapik) — село у Канаді у районі Нунавік регіону Північ Квебеку провінції Квебек. Населення села становить 657 людей (перепис 2011 року), приблизно 90 % якого складають ескімоси.
Село є одним з 14 так званих північних сіл (офіційний статус) Квебеку (фр. Village nordique).
У селі є аеропорт (англ. Kuujjuarapik Airport).

## Географія
Лежить на східному березі Гудзонової затоки.

### Клімат
Село знаходиться у зоні, котра характеризується континентальним субарктичним кліматом. Найтепліший місяць — серпень із середньою температурою 11.8 °C (53.3 °F). Найхолодніший місяць — січень, із середньою температурою -23.3 °С (-9.9 °F).
| Клімат Кууджуарапіка    | Клімат Кууджуарапіка | Клімат Кууджуарапіка | Клімат Кууджуарапіка | Клімат Кууджуарапіка | Клімат Кууджуарапіка | Клімат Кууджуарапіка | Клімат Кууджуарапіка | Клімат Кууджуарапіка | Клімат Кууджуарапіка | Клімат Кууджуарапіка | Клімат Кууджуарапіка | Клімат Кууджуарапіка | Клімат Кууджуарапіка |
| Показник                | Січ.                 | Лют.                 | Бер.                 | Квіт.                | Трав.                | Черв.                | Лип.                 | Серп.                | Вер.                 | Жовт.                | Лист.                | Груд.                | Рік                  |
| Абсолютний максимум, °C | 3,3                  | 9,4                  | 11,1                 | 21,9                 | 32                   | 33,9                 | 37                   | 33,3                 | 33,9                 | 23,9                 | 11,8                 | 7,2                  | 37                   |
| Середній максимум, °C   | −18,7                | −17,5                | −10,8                | −2                   | 6,2                  | 12,4                 | 15,9                 | 16,1                 | 11,2                 | 5,1                  | −2,1                 | −11,1                | 0,4                  |
| Середня температура, °C | −23,3                | −22,9                | −16,7                | −7,2                 | 1,6                  | 7,2                  | 11,1                 | 11,8                 | 8                    | 2,4                  | −4,9                 | −15                  | −4                   |
| Середній мінімум, °C    | −27,8                | −28,3                | −22,6                | −12,3                | −3                   | 2                    | 6,2                  | 7,6                  | 4,7                  | −0,3                 | −7,6                 | −18,7                | −8,3                 |
| Абсолютний мінімум, °C  | −49,4                | −48,9                | −45                  | −33,9                | −25                  | −7,8                 | −2,2                 | −1,1                 | −6,1                 | −15                  | −28,9                | −46,1                | −49,4                |
| Норма опадів, мм        | 27.9                 | 22.7                 | 23.2                 | 23.7                 | 33.5                 | 59.6                 | 75.8                 | 91.6                 | 109.3                | 81.6                 | 65.9                 | 46.1                 | 660.8                |
| Днів з опадами          | 15,6                 | 12,6                 | 11,4                 | 10,7                 | 12,1                 | 12,2                 | 15,1                 | 16,6                 | 19,7                 | 21,4                 | 22,1                 | 20,2                 | 189,6                |
| Днів з дощем            | 0,2                  | 0,4                  | 1                    | 3,2                  | 6,9                  | 10,6                 | 13,9                 | 16,5                 | 20                   | 14,1                 | 3,6                  | 0,4                  | 90,9                 |
| Днів зі снігом          | 15,6                 | 12,5                 | 11                   | 9,3                  | 6,8                  | 2,7                  | 0,1                  | 0                    | 2,1                  | 12,6                 | 20,7                 | 20,2                 | 113,6                |
| ----------------------- | -------------------- | -------------------- | -------------------- | -------------------- | -------------------- | -------------------- | -------------------- | -------------------- | -------------------- | -------------------- | -------------------- | -------------------- | -------------------- |
| Джерело: Weatherbase    |                      |                      |                      |                      |                      |                      |                      |                      |                      |                      |                      |                      |                      |

## Назва
Кууджуарапік за свою історію мало кілька назв. З часу заснування у 1940 році й до 1960 року ескімоси називали своє село Кууджуак (вимова ескімоською - Куйуак - "велика ріка"). Однак, на іншому, східному, березі півострова Унгава при затоці Унгава вже існувало інше ескімоське село Кууджуак (тодішня офіційна назва - Форт-Шімо). Аби не мати плутанини було вирішено назву села Кууджуак на березі Гудзонової затоки змінити на назву Куджуарапік (ескімоська вимова - Куйуарапік), що перекладається як "маленька велика ріка". 1961 року уряд Квебеку вирішив надати топонімічним назвам провінції єдиного зфранцуженого характеру. Місцева річка Great Whale River ("Великий кит") отримала французьку назву Гранд-Бален (фр. Grande rivière de la Baleine). Незабаром, у 1961 році, село отримало назву Пост-де-ла-Бален. 1980 року село отримало ескімоську назву й відтоді називається Кууджуарапік.  На картах, виданих в Україні, воно досі (на 2011 рік) позначено як Пост-де-ла-Бален.

## Історія
Навколо теперішнього села Кууджуарапік ескімоси проживали здавна. 1940 року армія США почала будувати тут свою військову базу й для роботи на ній почала залучати місцевих ескімосів й крі, які також проживали неподалік. Так було утворено село, яке згодом було розділене на два сусідніх села - ескімоське Кууджуарапік й народу крі Вапмагутсуі. 

## Населення
Населення села Кууджуарапік за переписом 2011 року становить 657 чоловік і для нього характерним є зростання у період від переписів 2001 й 2006 років:
- 2001 рік — 555 осіб [6]
- 2006 рік — 568 осіб [6]
- 2011 рік — 657 особи [2]

Данні про національний склад населення, рідну мову й використання мов у селі Кууджуарапік, отримані під час перепису 2011 року, будуть оприлюднені 24 жовтня 2012 року.  Перепис 2006 року дає такі данні: 
- корінні жителі – 515 осіб,
- некорінні - 55 осіб.

| Мова                                          | Рідна мова | Рідна мова | Володіння офіційною мовою | Володіння офіційною мовою | Мова, якою найчастіше розмовляють вдома | Мова, якою найчастіше розмовляють вдома | Мова, якою найчастіше розмовляють на роботі | Мова, якою найчастіше розмовляють на роботі |
| Мова                                          | 2006       | 2011       | 2006                      | 2011                      | 2006                                    | 2011                                    | 2006                                        | 2011                                        |
| Англійська                                    | 30         |            | 380                       |                           | 110                                     |                                         | 140                                         |                                             |
| Французька                                    | 25         |            | -                         |                           | 20                                      |                                         | 15                                          |                                             |
| Французька і англійська                       | 0          |            | 105                       |                           | 0                                       |                                         | 0                                           |                                             |
| Англійська і неофіційна мова                  | 30         |            | 380                       |                           | 30                                      |                                         | 25                                          |                                             |
| Інша мова (мови)                              | 505        |            | -                         |                           | 405                                     |                                         | 125                                         |                                             |
| Не володіють ані англійською, ані французькою | -          | -          | 80                        |                           | -                                       | -                                       | -                                           | -                                           |